# Joseph Hubert Reinkens

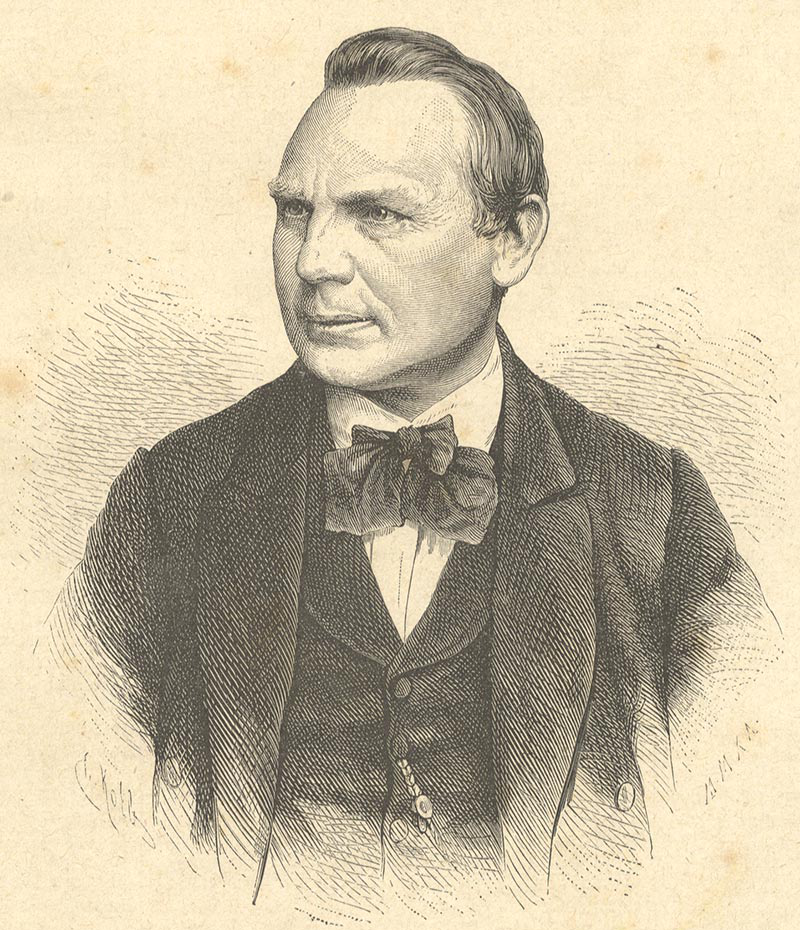
Joseph Hubert Reinkens

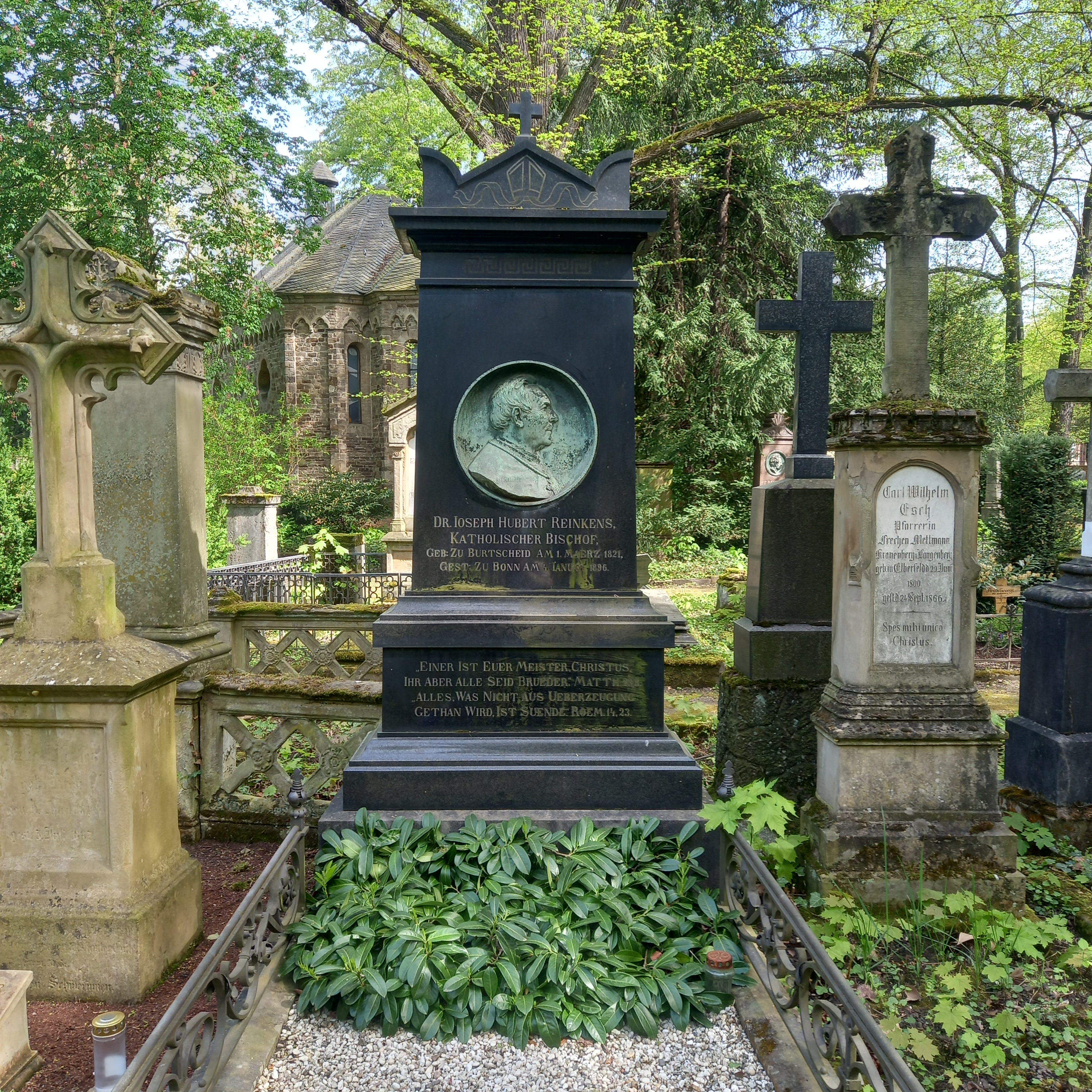
Das Grab von Joseph Hubert Reinkens auf dem Alten Friedhof in Bonn

Joseph Hubert Reinkens (* 1. März 1821 in Burtscheid; † 4. Januar 1896 in Bonn) war ein deutscher Theologe und katholischer Priester. Er gehörte zu den Gründern und war erster Bischof der Alt-Katholischen Kirche in Deutschland.

## Leben
Joseph Hubert Reinkens stammte aus einer wenig begüterten und kinderreichen Familie. Nachdem bereits 1836 seine Mutter verstorben und der Vater erwerbsunfähig geworden waren, war er eine Zeit lang Fabrikarbeiter im benachbarten Aachen, bevor er ab 1840 das Gymnasium besuchen konnte. Ab 1844 studierte er Katholische Theologie und Klassische Philologie an der Rheinischen Friedrich-Wilhelms-Universität Bonn.
Am 3. September 1848 in Köln zum Priester geweiht, schloss er ein weiteres Studium der Kirchengeschichte in Bonn an. Nachdem er 1850 in München über Klemens von Alexandrien als Theologe zum Doktor der Theologie promoviert worden war, bekam er eine Dozentenstelle an der Schlesischen Friedrich-Wilhelms-Universität Breslau, an der er sich habilitierte. 1853 wurde er dort Extraordinarius und stellvertretender Domprediger, 1857 Ordinarius für Kirchengeschichte. 1865/66 war er Rektor der Universität Breslau.
Beim zwischen dem Fürstbischof Heinrich Förster und Johann Baptist Baltzer ausgebrochenen Konflikt stand Reinkens, der ehemalige Freund Försters, auf der Seite Baltzers. Mit seiner Schrift Papst und Papsttum nach der Zeichnung des heiligen Bernhard (Münster 1870) machte Reinkens seine Ablehnung des Unfehlbarkeitsdogmas öffentlich. Daraufhin verhängte Förster eine Disziplinaruntersuchung über den Verfasser. Mit Ignaz von Döllinger, Johann Friedrich von Schulte und Franz Heinrich Reusch entwarf er am 26. und 27. August 1870 die Nürnberger Erklärung gegen das Erste Vatikanische Konzil. Fortan widmete er sich ganz der Sache der Altkatholiken, die ihn am 4. Juni 1873 in der Frankenkapelle bei St. Pantaleon in Köln zu ihrem ersten Bischof wählten. Von Heinrich Förster war er 1872 exkommuniziert worden.
Am 11. August 1873 empfing Reinkens in Rotterdam durch Hermann Heykamp, den altkatholischen Bischof des Bistums Deventer, die Bischofsweihe. Sein Amtstitel lautete: „Katholischer Bischof der Altkatholiken des Deutschen Reiches“. Sein bischöflicher Wahlspruch war ein Satz aus dem Römerbrief: „Alles, was nicht aus Überzeugung getan wird, ist Sünde.“ (Röm 14,23 ) Bis zu seinem Tode 1896 leitete er das deutsche Bistum. Sein Grab befindet sich auf dem Alten Friedhof in Bonn.

## Ehrungen
Die Philosophische Fakultät der Universität Leipzig verlieh Reinkens 1870 die Ehrendoktorwürde.

## Veröffentlichungen
- De Clemente presbytero Alexandrino theologo. Nischkowski, Breslau 1850. (Digitalisat)
- Die Universität zu Breslau vor der Vereinigung der Frankfurter Viadrina mit der Leopoldina.  Friedrich, Breslau 1861. (Digitalisat)
- Hilarius von Poitiers: Eine Monographie. Hurter, Schaffhausen 1864. (Digitalisat)
- Martin von Tours der wunderthätige Mönch und Bischof in seinem Leben und Wirken. Mälzer, Breslau 1866. (Digitalisat)
- Die Geschichtsphilosophie des heiligen Augustinus: mit einer Kritik der Beweisführung des Materialismus gegen die Existenz des Geistes; Rede, gehalten bei der Uebernahme des Rektorats der Universität Breslau am 15. October 1865. Schaffhausen 1866. digitalisierte Version
- Die päpstlichen Decrete vom 18. Juli 1870. Reprint der Orig.-Ausg. von 1897. Wien 1870. Mikrofiche-Ausgabe. Egelsbach; Köln; New York
- Ueber päpstliche Unfehlbarkeit: einige Reflexionen. Oldenbourg, München 1870. (Digitalisat)
- Aristoteles: Ueber Kunst besonders ueber Tragoedie. Exegetische und kritische Untersuchungen. Braumüller, Wien 1870. (Digitalisat)
- Revolution und Kirche. Beantwortung einer Tagesfrage mit Rücksicht auf die gegenwärtige Tendenz und Praxis der römischen Curie, 6 Bde. Bonn 1876
- Ueber die Einheit der katholischen Kirche. Würzburg 1877
- Luise Hensel und ihre Lieder. Bonn 1877
- Amalie von Lasaulx eine Bekennerin. Bonn 1878
- Melchior von Diepenbrock. Ein Zeit- und Lebensbild. L. Fernau, Leipzig 1881
- Lessing über Toleranz, Leipzig 1883
- Hirtenbriefe von Joseph Hubert Reinkens. Nach dessen Tode herausgegeben von der Synodal-Repräsentanz. Neudruck der Originalausgabe von 1897. Alt-Katholisches Ordinariat, Bonn 2002

## Namensgeber
- Bischof-Reinkens-Stiftung der Alt-Katholischen Kirche in Deutschland[9]